# Комба БАКХ
«Комба БАКХ» — русское творческое объединение. Известно своими многочисленными музыкальными работами (61 выпуск музыки и песен) и монументальным искусством (фрески). В настоящее время на живых выступлениях Комбу представляет Аполлон.
Комба была создана в 2000 году выпускниками школы-лицея № 34 города Костромы Никитой Бариновым, Алексеем Логвиновым, Станиславом Пригореловым и Григорием Хлопониным. К тому времени двое из них уже имели художественное образование, а один — музыкальное. Начав с рисования пастелью на стене местной станции юных натуралистов (2000), Комба продолжила открытием домашней звукозаписи и саунд-продюсинга (2001- н.в.), началом концертной деятельности и интернет-активности (2008—2014), росписью Великой Кучкуновской Стены (2011) и целым миром традиций, понятий, языка. Рисованием в Комбе занимаются Бинпол и Аполлон, каждый из участников пишет тексты для песен (используются также тексты народных песен и стихи других поэтов), производством и сведением звука занимается Аполлон.
Название «Комба БАКХ» было придумано Квадрафилом и происходило от сленгового джазового «Comba» (квартет). Впоследствии название обогатилось толкованием от слов «комбинирование», «комбайн», «комбо». Дополняет версию французское «Combat» — «война». Все эти смыслы («четвёрка», «объединение», «борьба») и составляют слово «Комба». БАКХ является аббревиатурой внутренних имён — Бинпола, Аполлона, Квадрафила и Патапыча (бывш. Хлопяра).

## История

### Начало
Подружившиеся к окончанию школьных лет участники основали Комбу БАКХ в ночь с 5-го на 6-е февраля 2000 года в городе Костроме. Эта дата соответствует переходу со дня памяти всех Костромских Святых на день рождения Аполлона и Боба Марли. Вечеринка по созданию творческой коалиции проходила с танцами и диск-жокейством в квартире Квадрафила. Там же Аполлон был официально назначен директором Подземной Студии Н. О. Г. А.,на тот момент ещё не существовавшей.
Через несколько дней Комба стала рисовать пастелью на оштукатуренных стенах Костромской Станции Юных Натуралистов. После совершения договорённости со сторожами и местными парнями, Комба БАКХ с марта по октябрь занималась созданием своей первой фрески.
Длина разрисованной поверхности составила примерно 16 метров в длину. Здание неоднократно горело и через 2 года было снесено. Параллельно с созданием Фрески Бинпол и Аполлон осуществляли разовые ночные выходы на стены Привокзального района. Из-за уязвимости пастели большинство этих работ так же исчезло. Однако пастельная техника была очень важна комбинатам, поскольку давала непосредственный физический контакт пальцев со стеной.

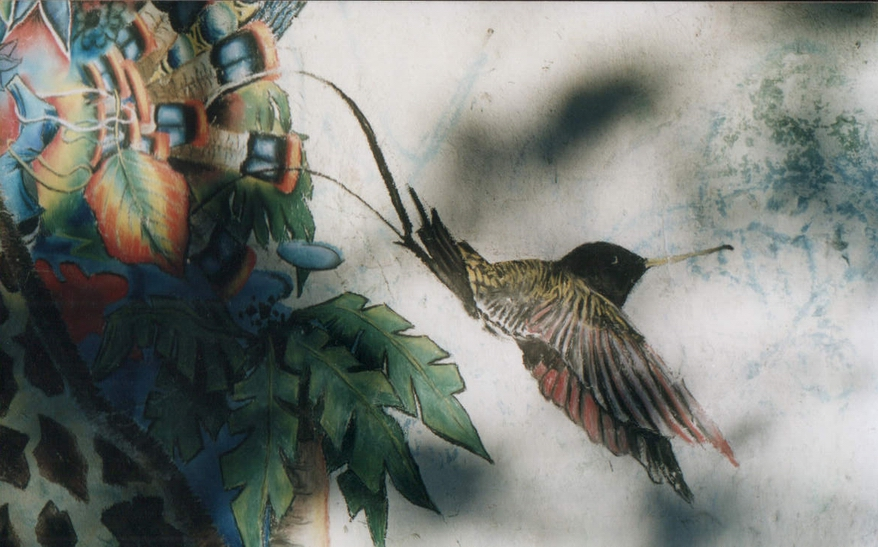
Заключительная часть первой фрески КБ, 2000 год

Развитию навыков рисования служили так называемые «Чуги» — рисунки цветными карандашами, 

Чуга Аполы, 2000 г.

 которые Бинпол и Аполлон делали на уроках и дома. Появившийся у Аполлона через год персональный компьютер позволил ему заниматься саунд-продюсингом и сочинительством музыки, а остальным участникам Комбы — составлять тексты и записывать вокальные партии. Однако первая кассета («0-й Выпускъ») так и не была выпущена, как неудовлетворяющая Аполлона по содержанию и качеству.

### Кассетный период
После провала нулевого выпуска, дирекция подземной студии НОГА стала ориентироваться на брейкбит и постоянную работу с семплами, которые записывались в компьютер с кассет, радио, а больше всего — с большой коллекции виниловых пластинок, которую начал собирать ещё отец Аполлона, протоиерей Андрей (Логвинов). Помимо семплов, Аполлон записывал так же бас-гитары, гитары, клавишные, использовал программные драм-машины. Все Выпуски этого периода (с 1-го по 6-й) издавались только на кассетах и могли быть услышаны только пятью самыми близкими людьми. Материалы этих выпусков в полном объёме до сих не опубликованы. В этот же период состоялось первое появление Комбы на сцене с песней «Клонхапъ».

### Дисковый период
Новый период начался с появлением возможности самостоятельно тиражировать компакт-диски. Начиная с 8-го Выпуска стала увеличиваться аудитория слушателей. Все записи распространялись штучно и дарились друзьям — как на кассетах, так и на дисках. Важным эпизодом явилось сотрудничество с саунд-продюсером «Авторадио» Станиславом Свинцовым, который дал советы относительно работы со звуком и указал на необходимость наличия припевов в песнях. Второй выход Комбы на сцену состоялся на «Студенческой весне КГУ» в Костроме в декабре 2003 года. Ими были исполнены песни «Город Кострома» и «Ты- русский, глас 4-й». Летом 2004 года был приобретён первый микшерный пульт и микрофон, что заметно отразилось на качестве звука 24-го и последующих Выпусков.
Начиная с 22-го Выпуска на записях стала появляться Анна Глинина (вокал), а с 27-го — Илья Пик (флейта, вокал). Были предприняты первые попытки исполнения песен Комбы живым составом. Состоялось несколько выступлений на рэп-фестивалях в г. Иваново.

### Концертно-интернетный период
К концу 2007 года сформировался следующий концертный состав Комбы, который репетировал по ночам в костромской детской музыкальной школе № 3:
- Аполлон — гитары, вокал
- Илья Пик — флейта, вокал
- Бинпол — бас, вокал
- Сергей Цымляков — домра, бас
- Анна Глинина-Цымлякова — вокал
- Патапыч — клавишные, вокал
- Квадрафил — вокал, труба
- Иван Болотов — барабаны.

Первым полноценным выходом живого состава Комбы в свет можно считать участие в областном и международном фестивалях православной авторской песни «Исповедь сердца» (Кострома, декабрь 2007- январь 2008 года), а первым сольным концертом — выступление в городе Шебекино Белгородской области 14 февраля 2008 г.
Параллельно с началом концертной деятельности был запущен официальный сайт Комбы БАКХ, который не содержит информации о участниках Комбы, а служит плацдармом для размещения мп3 , изображений, словаря, ссылок. Появление Комбы в Сети вызвало интерес общественности, на их творчество обратил внимание журналист Александр Горбачёв, написавший несколько статей в популярных изданиях. Комбу отметили и в других печатных изданиях («Лимонка», «Завтра», «Нескучный сад», «Наследник»).
В последующие годы Комба БАКХ выступала в Москве, Санкт-Петербурге, Белгороде, Костроме, Екатеринбурге, белорусских деревнях, городах Подмосковья и Ярославле. Состав участников ансамбля неоднократно менялся, Комбу покинули Анна и Сергей Цымляковы, Николай Морозов (гитара) и Валентин Филлипов (бас, перкуссия). С 2013 года в состав вошла Наталья Ерёмина (клавишные). Важное место заняла портативная студия Korg D-888, позволившая обогатить звучание живого концерта и приблизить аранжировки к их студийному звучанию.

## 54 LIVE!
Расширяя песенный репертуар для живых выступлений, Комба БАКХ имела списки взаимозаменяемых песен и хитов, формировавших концерт. Несмотря на огромное количество инструментальных композиций на Выпусках, живой состав лишь единожды пробовал сыграть одну из них. К выходу своего 54-го Выпуска (конец 2013 года) было принято беспрецедентное решение разобрать, разучить и исполнить вживую весь этот Выпуск целиком, включая все инструментальные сочинения. Таким образом, к моменту релиза 54-го Выпуска в сети, живой состав уже вовсю репетировал сложную, богатую ритмами, фактурами, точно выверенную программу, используя все свои технические возможности. Основным звуковым украшением программы «54LIVE!» несомненно послужил раритетный клавишный Fender Rhodes.
Новая концертная программа Комбы БАКХ была исполнена в Москве , Санкт- Петербурге и Костроме, где концерт в местном Театре Кукол был записан и снят.
Отвечая желанию участников Комбы выступать с достойной программой, «54LIVE!» вместе с тем подразумевал использование и перевозку чуть ли ни всего оборудования из Подземной Студии Н. О. Г. А. и максимальную включённость каждого участника, что ставило непривычные трудности.
Видео «54LIVE!» записано 23.02.2014 в Костроме

## Музыкальность
Директором Подземной Студии НОГА является Аполлон, который с раннего детства имел склонность к сочинительству и наделению инструментов качествами живых людей. Имея длинный список участия и создания различных творческих музыкальных проектов, к моменту появления произведений «Комба БАКХ», он стал использовать семплирование и овер-даббинг как метод приведения к гармонии подчас совершенно разнородных фрагментов:
Комба Бакх «Расставание»

Аполлон вырос в доме, где с детства слушали как Pink Floyd и Jean Michel Jarre, так и симфоническую музыку Георгия Свиридова и африканский фольклор. Увлечение панк-роком дало ему азы владения струнными и ударными инструментами, а среднее музыкальное образование по классу «фортепиано» — владение клавишными. Многолетний опыт пения в церковном хоре развивал глубокое требование к музыке как языку для передачи самого сокровенного, красивого, желанного.
Ориентируясь на богатство палитры симфонического оркестра и экспериментируя с ломаными ритмами, Аполлон стремится искусственно объединить музыкантов разных эпох и жанров, смешивая стили и ритмы.

## Рисование
Самосознавая себя наследниками и продолжателями русского искусства, Комба БАКХ поставила себе в пример прп. Андрея Рублёва и его соработника Данилу Чёрного. В изобразительных работах, как монументальных, так и станковых, широко используются «ковровые» заполнения поверхностей различными мотивами — растительными, животными, орнаментальными, пейзажными, фантастическими, архитектурными, декоративными, реже — портретными. Для передачи реалистичности Комба использует копирование с фотографий и рисунков других авторов. Помимо карандашей и пастели, традиционными средствами стали масляная и акриловая краски. Разработана шрифтовая концепция «пере-недо-буквицилизма» («недо-пере»), где у стилизованных букв удаляются или добавляются детали и элементы. Большинство работ, являвшихся уличным искусством, со временем были уничтожены и закрашены. Лишь единожды Аполлон работал на заборе за деньги, разукрасив 3 трёхметровых щита масляными красками. Самой грандиозной по масштабу художественной работы Комбы БАКХ является Великая Кучкуновская Стена, огораживающая футбольную площадку детской воскресной школы в Белоруссии. Длина Стены 48 метров, а высота 2 метра. Роспись велась с августа по октябрь 2011 года.

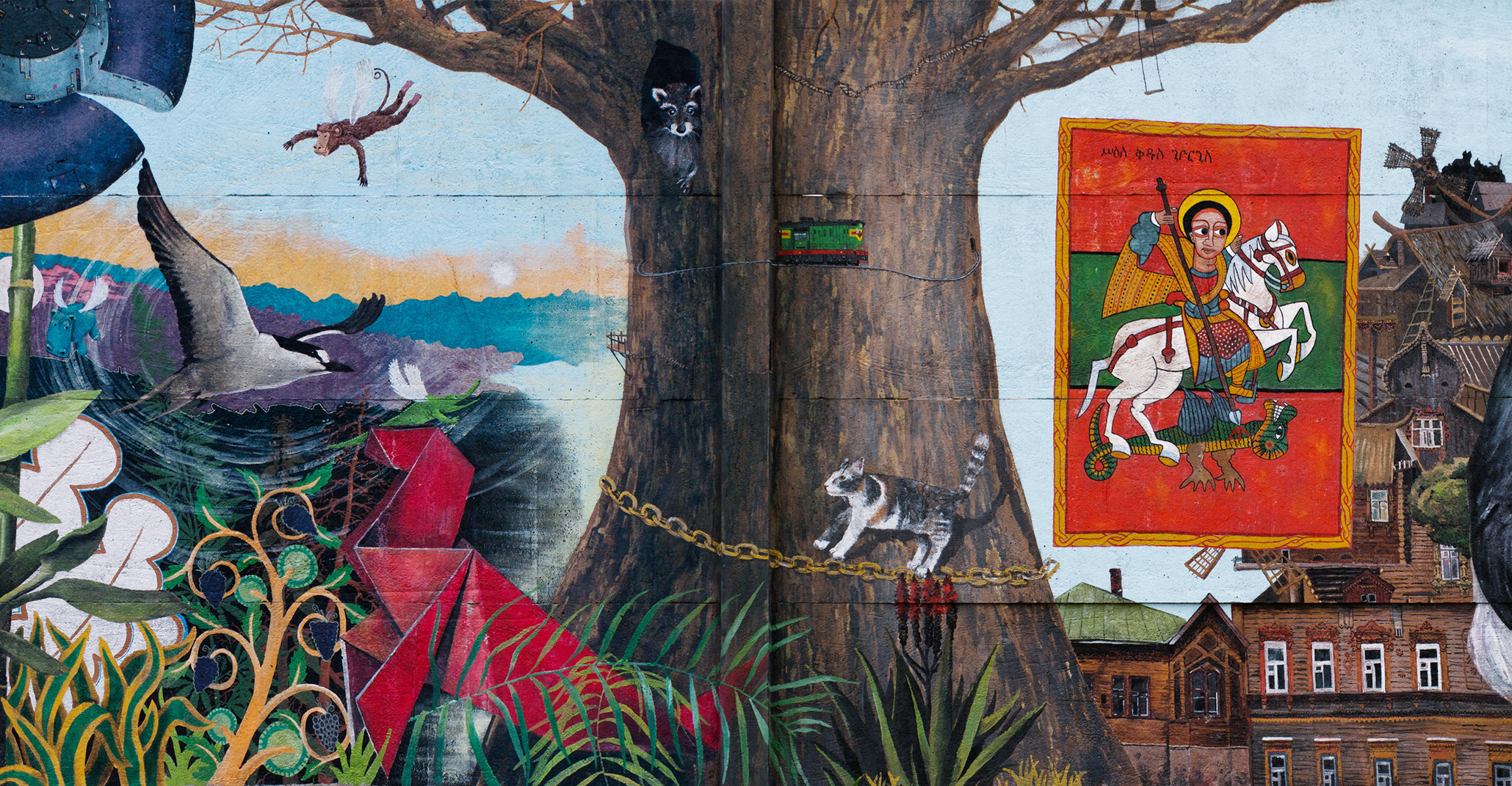
Центральный фрагмент Великой Кучкуновской Стены. 2011 год

В мае 2014 года Комба впервые участвовала в костромской выставке молодых художников, представив 9 своих работ из частных коллекций.

## Дискография
Альбомы Комба называет просто: «Выпуск». На сегодняшний момент музыкантами записан 61 выпуск. Все Выпуски представлены на сайте.

## Интересные факты
- Знакомство Патапыча и Аполлона произошло ещё в 10-летнем возрасте, в ризнице Костромского Кафедрального Собора.
- На подлейбле фирмы «Союз» «Среда Горбачёва» был выпущен сборник хитов Комбы (2010), а фирма «Алавастр» выпустила два мп3-сборника, песенного и инструментального (2012).
- Песни Комбы БАКХ были использованы в фильме «Суперменеджер или Мотыга Судьбы» (2011 г., реж. Б. Дробязко) и мультфильме «Как поймать перо Жар-Птицы» (2013, реж. В. Плотников).
- До создания Комбы БАКХ Квадрафил и Бинпол выпустили свою кассету электронной музыки, которая называлась «Jungle Juice».
- Первое интервью с участниками Комбы вышло 20 декабря 2003 года в местной газете «Молодёжная линия». Статья называлась «Костромичи поют на белорусском, чтобы покорить весь мир».
- Источником семплов послужили также игровые приставки Dendy и Sega Megadrive. Использовались и звуковые дорожки кинофильмов.
- В подземной студии НОГА никогда не использовалось midi. Все Выпуски сделаны в двух программах — Cool Edit Pro и Acid pro.
- Студия «Н. О. Г. А.» действительно является подземной, так как располагается в полуподвальном помещении. Это обстоятельство даёт Комбе БАКХ право именоваться настоящим андеграундом.
- Комба БАКХ выступает за объединение России, Белоруссии и Африки.
- По-своему трактуя большинство явлений, Комба выработала свой «язык», раскрывающий многие понятия в преображённом виде.
- Пробуя музицировать живым составом осенью 2004 года, инструменты распределялись так:
  - Патап — клавишные
  - Бинпол — бас-гитара
  - Аполлон — гитары
  - Квадра — барабаны
- Первым официальным фанатом творчества Комбы БАКХ является брат Аполлона, Иван. Он же и автор всех несуществующих Африканских организаций и их девизов, сокращённых в «неприличные» аббревиатуры, активно поддерживаемых Комбой.
- Первый видеоклип был снят осенью 2002 года на песню «Колорадский жук». Смонтированный клип так и не был опубликован, поскольку начинался с кадров сожжения американского флага.
- Разрабатывая ямайские ритмы и используя приёмы даба, Комба сформулировала один из своих музыкальных стилей, как «Дуб». Так же существуют «Пиратские танцы», «келейный пляс», «православный симфонический драм-н-бейс» и другие.
- В своём текстовом творчестве Комба всегда обходила тему любви между мужчиной и женщиной, раскрывая её лишь в народных песнях на белорусском языке.
- в марте 2015 года Аполлон написал полуторачасовую композицию «Полтора часа с Фёдором Конюховым» для программы канала «360»[1], посвящённую установлению путешественником рекорда на воздушном шаре. Рекорд устанавливался в Костроме, где Аполлон лично встретился с Фёдором Конюховым. Процесс написания аудио-композиции столь длинного размера занял у Аполло рекордные 4 дня.
- 57-й Выпуск, состоящий из 9 инструментальных композиций, вышел в нескольких разных версиях (1 (недоступная ссылка), 2), каждая из которых была исполнена в «НОГе» вживую без применения компьютера.